# Volo Indonesia AirAsia 8501
Il volo Indonesia AirAsia 8501 (QZ8501) era un volo della compagnia aerea a basso costo Indonesia AirAsia in servizio tra l'Aeroporto Internazionale Juanda di Surabaya, in Indonesia, e l'Aeroporto di Singapore-Changi. Il 28 dicembre 2014, l'Airbus A320-216 che operava la rotta è precipitato nel Mar di Giava provocando la morte di tutti i 155 passeggeri e 7 membri dell'equipaggio.
La causa dell'incidente è da attribuire ad una gestione non adeguata di un guasto occorso ad un computer di controllo dei comandi di volo che ha portato allo stallo del velivolo e il conseguente impatto con la superficie del mare.

## Il velivolo
il velivolo era un Airbus A320-216, con numero di serie 3648 e marche indonesiane PK-AXC. Il primo volo era stato effettuato il 25 settembre 2008 e l'aereo era poi stato consegnato ad AirAsia il 15 ottobre successivo.
Il velivolo era mosso da due motori CFM International CFM56-5B6 e configurato per trasportare 180 passeggeri.
Al momento dell'incidente l'aeromobile aveva accumulato circa 23 000 ore di volo in circa 13 600 cicli di decollo-atterraggio. L'ultima manutenzione effettuata sull'aereo risaliva al 16 novembre 2014.

### Equipaggio e passeggeri
| Nazionalità   | Numero |
| ------------- | ------ |
| Indonesia     | 155    |
| Corea del Sud | 3      |
| Francia       | 1      |
| Malaysia      | 1      |
| Regno Unito   | 1      |
| Singapore     | 1      |
| Totale        | 162    |

A bordo del velivolo vi erano 162 persone, fra le quali 17 bambini e un neonato. Oltre ai 2 piloti l'equipaggio era formato da 4 assistenti di volo e un ingegnere di bordo.
I piloti a bordo del volo erano:
- Il comandante Iriyanto, 53 anni e di nazionalità indonesiana, aveva all'attivo un totale di 20 537 ore di volo, di cui 4.687 sull'Airbus A320. Aveva iniziato la sua carriera nell'aeronautica militare indonesiana, diplomandosi alla scuola di pilotaggio nel 1983 e in precedenza pilotando aerei da combattimento. Si ritirò dall'aeronautica in anticipo a metà degli anni 2000 per unirsi ad Adam Air, e in seguito lavorò per Merpati Nusantara Airlines e Sriwijaya Air prima di entrare in Indonesia AirAsia. Aveva accumulato 6.100 ore di volo con Indonesia AirAsia[8].
- Il primo ufficiale e pilota ai comandi Rémi Emmanuel Plesel, cittadino francese di 46 anni, aveva accumulato 2.247 ore di volo, di cui 1.367 ore sull'Airbus A320. Era originario di Le Marigot, nella Martinica, e aveva studiato e lavorato a Parigi. Viveva in Indonesia.[7]

Quarantuno persone a bordo del volo AirAsia erano membri di un'unica congregazione della chiesa di Surabaya chiamata Gereja Mawar Sharon. La maggior parte erano famiglie con bambini piccoli in viaggio a Singapore per le vacanze di Capodanno.
I corpi hanno iniziato a essere restituiti alle famiglie il 1º gennaio 2015. A quel tempo, il commissario per l'identificazione delle vittime del disastro del dipartimento di polizia regionale di East Java ha dichiarato che le vittime erano state identificate tramite i risultati post mortem, le impronte digitali e i loro effetti personali.
Air Asia ha offerto 32.000 dollari o 300 milioni di rupie a ciascuno dei familiari delle vittime dell'incidente in lutto come risarcimento iniziale da una parte complessiva del risarcimento. David Thejakusuma, che aveva 7 familiari sul volo, ha ricevuto l'importo per ogni membro della famiglia perso.
Il 16 marzo 2015, la Monash University ha assegnato postumo una laurea in Commercio a una delle vittime dell'incidente, Kevin Alexander Sujipto. Il professor Colm Kearney, preside della Facoltà di Economia e Commercio, lo ha consegnato a un membro della sua famiglia. Insieme alla consegna del premio si è tenuta una cerimonia commemorativa alla quale hanno partecipato il Console Generale dell'Indonesia per Victoria e Tasmania, Dewi Savitri Wahab, 40 amici del defunto e rappresentanti della filiale dell'Associazione studentesca indonesiana in Australia (PPIA) della Monash University.
Il 28 dicembre 2015, primo anniversario dell'incidente, in una stanza dell'edificio Mahameru della polizia regionale di Giava Orientale, a Surabaya, si è tenuto un servizio di preghiera privato a cui hanno partecipato i parenti delle vittime, nonché il capo capo dell'Agenzia di ricerca e salvataggio, Henry Bambang Soelistyo. I rappresentanti dei familiari hanno chiesto al Comitato nazionale per la sicurezza dei trasporti di garantire la sicurezza dei viaggi aerei in Indonesia. I familiari hanno inoltre chiesto al governo indonesiano di ratificare la Convenzione di Montreal, avvenuta poi il 19 maggio 2017.

## Il volo

La rotta seguita dall'Airbus e la zona di ritrovamento dei rottami

Il volo Indonesia AirAsia 8501 era un volo di linea da Surabaya, Giava, Indonesia, a Singapore domenica 28 dicembre 2014. La partenza era prevista dall'Aeroporto Internazionale di Juanda alle 05:20, ora dell'Indonesia occidentale (WIB, UTC+7) e l'arrivo all'Aeroporto di Singapore-Changi alle 08:30 ora standard di Singapore (SST, UTC+8). Il volo 8501 decollò alle 05:35 WIB e raggiunse l'altitudine di crociera al livello di volo (FL) 320 a 9.800 metri (32.000 piedi) quattordici minuti dopo. Entrò nella rotta aerea M635, in direzione nord-ovest rispetto alla provincia di Giava Occidentale. L'aereo era in contatto con il controllo del traffico aereo (ATC) di Giakarta.
Il volo proseguì in maniera normale fino alle 06:00 quando in cabina scattò un allarme che indicava un malfunzionamento del limitatore del timone (RTLU). Il capitano Iriyanto eseguì le azioni indicate dall'Electronic Centralised Aircraft Monitor (ECAM) riavviando i due Flight Augmentation Computers (FAC) dell'aereo e l'allarme si spense. Lo stesso errore si ripresentò alle 06:09 e il capitano ripeté la stessa procedura.
Alle 06:11 i piloti virarono di 15° a sinistra per evitare condizioni meteorologiche avverse e contattarono l'ATC di Giakarta per richiedere una salita a FL380, ovvero 12.000 metri (38.000 piedi) per lo stesso motivo. Il controllore chiese inizialmente all'equipaggio di attendere, poi autorizzò la salita a 34.000 piedi (10.360 metri).
Nel frattempo l'allarme di guasto del limitatore del timone si presentò per una terza volta e di nuovo il capitano ripristinò i computer FAC. Alle 06:16, quando l'allarme scattò per la quarta volta, il capitano Iriyanto anziché ripetere di nuovo la procedura ECAM, decise di ripristinare completamente il sistema estraendo il fusibile relativo all'interrutore dei FAC (CB). Aveva già visto questa azione eseguita da un ingegnere di terra e credeva che fosse accettabile farlo in volo. Questa azione, oltre a riavviare i computer FAC causò anche la disconnessione del pilota automatico e dell'automanetta, oltre a provocare la degradazione del sistema di controllo di volo dell'Airbus da Normal Law ad Alternate Law, con conseguente perdita di numerose protezioni tra cui quella dallo stallo. 
I piloti, distratti dall'attivazione di numerosi nuovi allarmi, non si accorsero che il velivolo, ora privo di comandi, aveva iniziato a rollare a sinistra, fino a raggiungere i 54° di inclinazione nel giro di 9 secondi. A questo punto il copilota Plesel prese i comandi e riuscì a stabilizzare subito l'aereo, ma subito dopo, probabilmente a causa del disorientamento spaziale dovuto alla violenta ed improvvisa manovra, effettuò due ulteriori manovre correttive eccessive, prima a destra e poi di nuovo a sinistra. Contemporaneamente tirò il sidestick verso di sé facendo entrare l'aereo in una ripida salita con un beccheggio di 24°. In soli 54 secondi, l'aereo salì da 32.000 piedi a 38.500 piedi (11.700 m), superando una velocità di salita di 10.000 piedi al minuto (51 m/s). Poi entrò inevitabilmente in stallo, intorno alle 06:17:40, iniziando a perdere rapidamente quota raggiungendo una velocità verticale di 20.000 piedi al minuto (100 m/s). L'aereo iniziò anche una nuova virata a sinistra, formando almeno un giro completo prima di scomparire dai radar alle 06:18:44. Alle 06:20:35 si interrompe la registrazione del registratore dei dati di volo (FDR) e un secondo dopo, alle 06:20:36, quella del CVR. Tutte le 162 persone a bordo furono uccise immediatamente dopo l'impatto.
La sua ultima posizione registrata era sul Mar di Giava, nello stretto di Karimata tra le isole di Belitung e Kalimantan. Il registratore vocale della cabina di pilotaggio ha catturato numerosi avvisi, incluso un avviso di stallo, che risuonava nella cabina di pilotaggio durante gli ultimi minuti del volo. Nessun segnale di soccorso è stato inviato dall'aereo. Le operazioni di ricerca e salvataggio (SAR) sono state attivate dall'Agenzia nazionale di ricerca e salvataggio indonesiana (Basarnas) dall'ufficio di Pangkal Pinang.

## Le ricerche

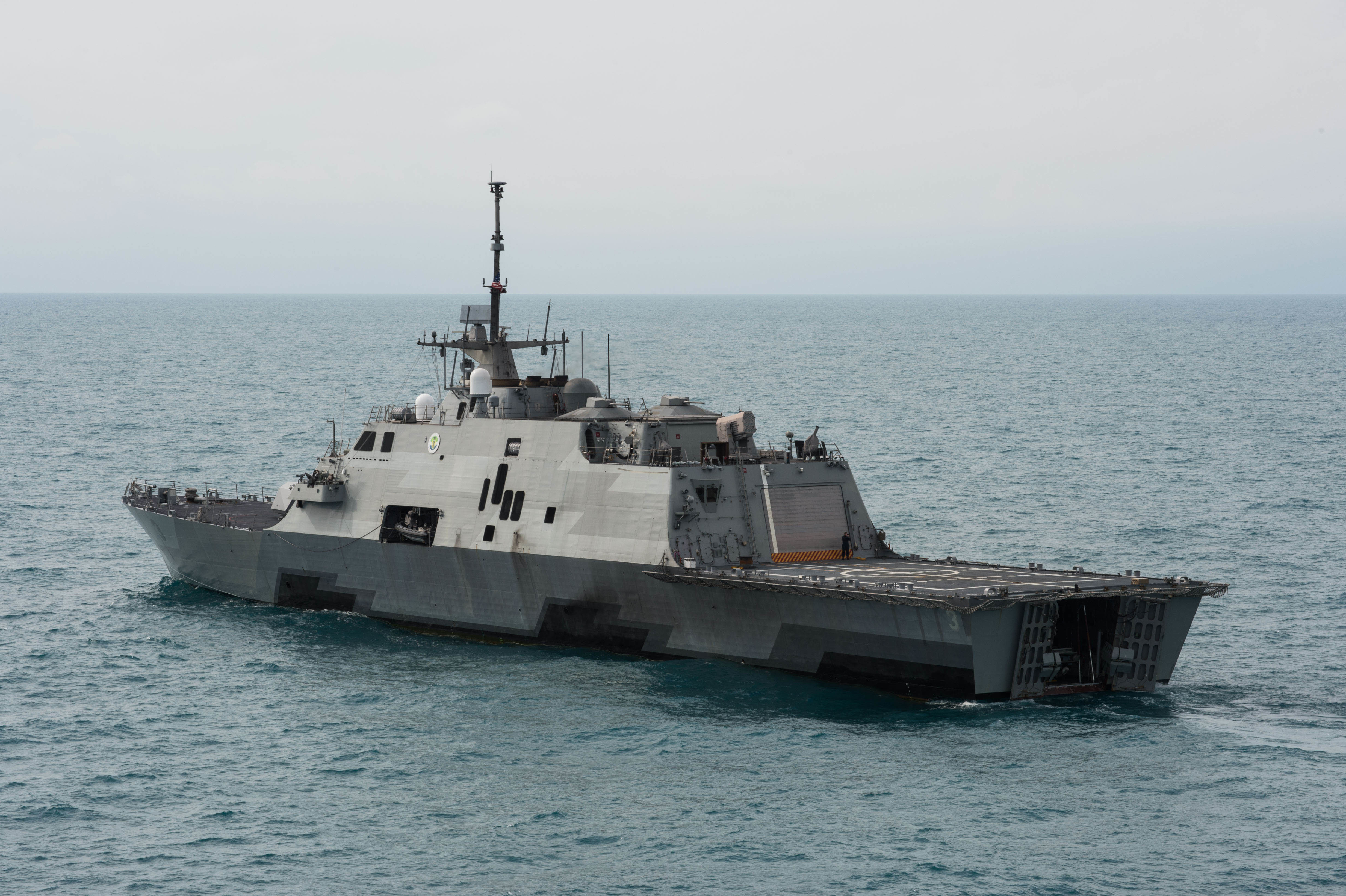
La USS Fort Worth impiegata nella missione di ricerca e soccorso dell'Airbus A320.

Poco dopo essere stata confermata la scomparsa del velivolo l'Agenzia Nazionale di Ricerca e Soccorso indonesiana ha inviato sette navi e due elicotteri per le ricerche lungo le coste di Belitung e Kalimantan. La marina militare indonesiana e la polizia hanno inviato mezzi per collaborare nelle operazioni di ricerca incluso un CASA/IPTN CN-235. Un Boeing 737 da ricognizione dell'aeronautica militare indonesiana è stato inviato sul punto dell'ultima posizione nota del velivolo scomparso.
Le operazioni di ricerca e salvataggio erano sotto la guida dell'Autorità per l'aviazione civile dell'Indonesia. Le ricerche sono state sospese alle 19:45 ora locale del 28 dicembre a causa dell'oscurità e del maltempo, per essere riprese alla luce del giorno. A Pangkal Pinang è stato istituito un centro operativo per coordinare gli sforzi di ricerca. L'area di ricerca era un raggio di 270 miglia nautiche (500 km) vicino all'isola di Belitung.
Ben presto alle ricerche si aggiunsero navi ed aerei di altre nazioni. Dal 30 dicembre infatti l'Australia, la Malesia e l'Indonesia si unirono alle ricerche pattugliando le aree assegnate mentre Singapore inviò tre C-130 con compiti di soccorso. L'RSS Supreme, l'RSS Valour, l'RSS Persistence e la MV Swift Rescue hanno successivamente preso parte alla ricerca e al salvataggio dopo che l'Agenzia nazionale di ricerca e salvataggio dell'Indonesia ha accettato l'offerta di aiuto della Marina della Repubblica di Singapore. Il Ministero dei trasporti di Singapore ha fornito squadre specializzate dell'Ufficio investigativo e sugli incidenti aerei e apparecchiature di localizzazione subacquea. Il governo malese ha istituito un centro di coordinamento dei soccorsi a Subang e ha schierato tre navi militari e tre aerei, compreso un C-130, per assistere nelle operazioni di ricerca e salvataggio. L'Australia ha schierato un P-3 Orion per assistere nelle operazioni di ricerca e salvataggio. Anche gli Stati Uniti inviarono alcune unità tra cui la USS Sampson e dal 3 gennaio dal USS Fort Worth.
Alla ricerca hanno partecipato più di novanta navi e aerei provenienti da Indonesia, Singapore, Malesia, Australia, Corea del Sud, Giappone, Cina, Stati Uniti e Russia. Questa flotta comprendeva tre navi dotate di rilevatori subacquei e due navi cisterna per carburante distaccate per garantire un funzionamento efficiente delle navi nell'area di ricerca. Il 2 gennaio il Ministero dei trasporti indonesiano ha riferito che altre due navi tender indonesiane erano state dotate di apparecchiature in grado di rilevare i segnali acustici provenienti dai fari del registratore di volo ("scatola nera") e dal metallo della cellula, nonché un sonar a scansione laterale multiraggio.
Entro il 5 gennaio, con l'aiuto delle squadre di ricerca russe e statunitensi, erano stati recuperati 31 corpi. Il 24 gennaio i subacquei sono entrati sott'acqua nella sezione principale della fusoliera e hanno scoperto 6 corpi. La ricerca ufficiale dei corpi si è conclusa il 17 marzo, dopo che erano stati recuperati 116 corpi. 46 corpi sono rimasti dispersi.

### Il relitto

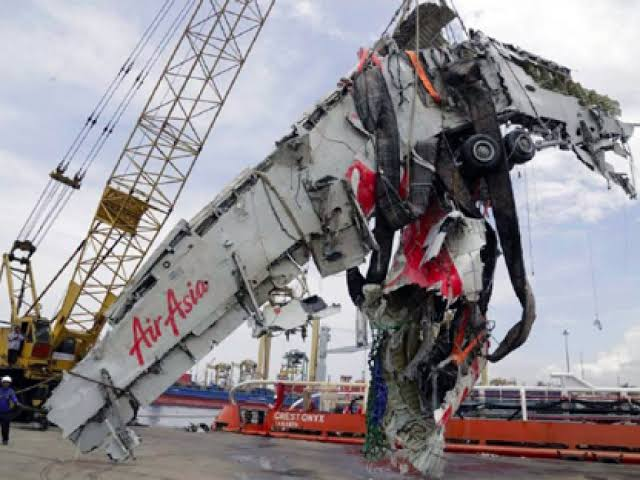
Le ali dell'aereo recuperate

Il giorno della scomparsa del velivolo diversi pescatori riportarono alle autorità di aver visto numerosi rottami di colore compatibile a quello della livrea della Indonesia AirAsia galleggiare. I primi resti del velivolo e 3 cadaveri sono stati localizzati il 30 dicembre a 10 km dal punto in cui l'Airbus è scomparso. Lo stesso giorno venne localizzato il relitto dell'Airbus ad una profondità compresa tra i 24-30 metri a circa 3 km dal luogo di ritrovamento dei primi rottami.
Il 2 gennaio 2015, Basarnas ha segnalato la prova di una chiazza di carburante sulla superficie dell'acqua nell'area di ricerca, ma il rilevamento della fusoliera non è stato confermato.
Il 7 gennaio i sommozzatori hanno trovato parti dell'aereo, inclusa una sezione della coda. Si prevede che altre sezioni della coda si trovino nelle vicinanze. Il 10 gennaio i subacquei hanno utilizzato un dispositivo gonfiabile per portare la coda dell'aereo sulla superficie del mare. Hanno continuato a perlustrare il fondale marino entro 500 m (1.600 piedi) dal punto in cui si sono uditi deboli segnali acustici. Il 12 gennaio 2015 i sommozzatori indonesiani recuperarono la scatola nera e il giorno successivo il cockpit voice recorder.

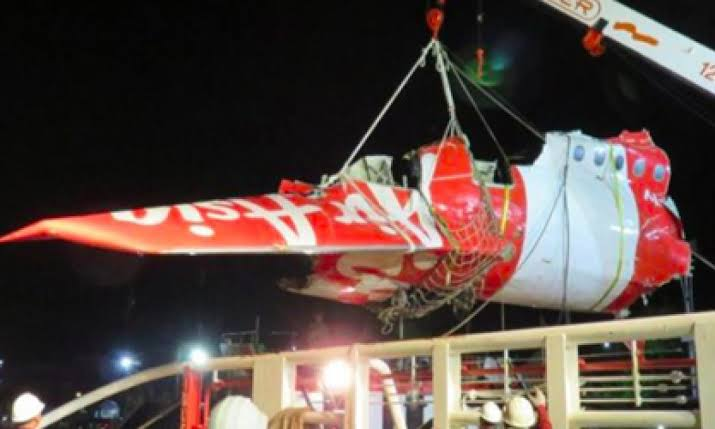
La sezione di coda recuperata

Il 14 gennaio, la nave di salvataggio sottomarina della Marina della Repubblica di Singapore MV Swift Rescue ha individuato un'ampia sezione della fusoliera con un'ala attaccata. Il 25 gennaio, le corde attorno alla fusoliera si spezzarono durante un primo tentativo fallito di sollevare il relitto. Sono stati recuperati quattro corpi, portando il totale recuperato a 69. Si pensava che ci fossero più corpi all'interno. Il contrammiraglio Widodo, responsabile delle operazioni di recupero, ha affermato che la fusoliera potrebbe essere troppo fragile per essere sollevata.
Il 27 febbraio gli addetti al salvataggio hanno recuperato un grosso pezzo di fusoliera, comprese le ali, dell'A320. Per sollevare la fusoliera furono utilizzati palloncini di sollevamento, ma il primo tentativo fallì perché i palloncini si sgonfiarono. Nel marzo 2015, tutti i grandi pezzi della fusoliera dell'aereo erano stati sollevati dal fondo del mare e spostati per scopi investigativi.

## Conseguenze

### AirAsia
La compagnia aerea ha istituito un call center di emergenza per le famiglie delle persone che erano a bordo dell'aereo ed è stato istituito un centro informazioni di emergenza presso l'aeroporto internazionale di Juanda per fornire aggiornamenti orari e alloggio ai parenti delle vittime. Posti più piccoli sono stati aperti anche all'Aeroporto Internazionale Soekarno-Hatta e all'Aeroporto Internazionale Sultan Hasanuddin.
Il 31 dicembre 2014, Indonesia AirAsia ha ritirato il numero di volo QZ8501, cambiando la designazione della sua rotta Surabaya-Singapore in QZ678. È stato modificato anche il numero del volo di ritorno, da QZ8502 a QZ679. La rotta Surabaya-Singapore di AirAsia è stata poi interrotta il 4 gennaio 2015. Da allora la rotta è stata riaperta il 25 marzo 2023, con il volo numero QZ478 che serve il settore.
In seguito al rapporto NTSC del 1º dicembre 2015 sulle cause dell'incidente, la compagnia aerea ha affermato di aver già implementato una migliore formazione dei piloti.

### Indonesia
AirAsia non aveva alcun permesso ufficiale per volare sulla rotta Surabaya-Singapore domenica - il giorno dell'incidente - ma aveva la licenza per altri quattro giorni della settimana e, secondo una dichiarazione del Ministero dei trasporti indonesiano, "Le autorità indonesiane stanno sospendendo i voli della compagnia su questa rotta con effetto immediato in attesa di un'indagine." In risposta, lo stesso giorno, l'Autorità per l'aviazione civile di Singapore (CAAS) e il Changi Airport Group (CAG) hanno chiarito che AirAsia QZ8501 "ha ricevuto l'approvazione da parte di Singapore per operare un volo giornaliero per la stagione invernale settentrionale dal 26 ottobre 2014 al 28 marzo 2015".
Il 6 gennaio 2015, il rappresentante del Ministero dei trasporti indonesiano Djoko Murjatmojo ha dichiarato che "i funzionari dell'operatore aeroportuale di Surabaya e [l']agenzia di controllo del traffico aereo che aveva consentito il decollo del volo erano stati spostati ad altri compiti", e un'immediata autorizzazione aerea era stata emanata una direttiva sui trasporti "che rende obbligatorio per i piloti sottoporsi a un briefing faccia a faccia da parte di un ufficiale delle operazioni di volo della compagnia aerea sulle condizioni meteorologiche e altre questioni operative prima di ogni volo".
La perdita del volo 8501 ha attirato l'attenzione anche sulla mancanza di radar meteorologici nei centri di controllo del traffico aereo indonesiani. Secondo il Toronto Star, "l'industria aeronautica indonesiana è stata afflitta da problemi... la carenza di piloti, la manutenzione scadente e la scarsa supervisione sono state tutte imputate a seguito di una serie di incidenti mortali negli ultimi anni".
L'amministrazione della reggenza di West Kotawaringin nel Kalimantan centrale ha pianificato di costruire un memoriale per il volo dell'Air Asia che funge anche da monumento alla sicurezza aerea. Il vice governatore del Kalimantan centrale, Achmad Diran, ha dichiarato che il monumento sarà anche il simbolo di gratitudine e apprezzamento per gli sforzi dell'Agenzia nazionale di ricerca e salvataggio. Alla cerimonia della prima pietra hanno partecipato funzionari locali e statali e rappresentanti di Australia e Singapore. Il reggente del Kotawaringin occidentale, Ujang Iskandar, ha affermato che con il monumento "speriamo che le famiglie e il governo depongano fiori ogni 28 dicembre e continuino il dialogo sulla sicurezza aerea in Indonesia". Il 22 marzo, il capo dell’agenzia indonesiana di ricerca e salvataggio, Bambang Soelistyo, le famiglie delle vittime e i funzionari di AirAsia hanno visitato il luogo dell’incidente per spargere fiori e tenere preghiere.

### Azioni legali
La Francia ha aperto un'indagine penale per indagare su possibili accuse di omicidio colposo. La famiglia del primo ufficiale, un cittadino francese, ha intentato una causa contro AirAsia in relazione alla mancanza del permesso di volare quel giorno, sostenendo che la compagnia aerea "metteva in pericolo la vita degli altri".
Il Sindaco di Surabaya Tri Rismaharini ha affermato che la sua amministrazione si è consultata con esperti legali dell'Università di Airlangga sui timori della maggior parte delle famiglie riguardo alle difficoltà nell'esborso dei fondi assicurativi, dopo che il Ministero dei trasporti ha considerato illegale il volo Surabaya-Singapore del 28 dicembre. Ha detto che la sua amministrazione ha continuato a raccogliere dati sulle vittime, compresi i loro oggetti di valore. I dati sarebbero stati successivamente utilizzati per scopi assicurativi e questioni relative ai diritti dei beneficiari delle famiglie colpite.
Le famiglie di dieci vittime hanno intentato una causa contro Airbus e alcuni dei suoi fornitori, sostenendo che l'A320 aveva subito un malfunzionamento del sistema fly-by-wire e che "nel momento in cui l'aereo dell'incidente ha lasciato il controllo dell'Airbus convenuta, era difettosamente e irragionevolmente pericoloso". Il caso è stato archiviato dal tribunale dell'Illinois sulla base del fatto che sarebbe stato più appropriato che il caso fosse esaminato in Indonesia.

### Industria del trasporto aereo
Dopo il recupero dei registratori di volo, il 12 e 13 gennaio, un rappresentante anonimo dell'Organizzazione per l'aviazione civile internazionale (ICAO) ha dichiarato: "È giunto il momento che i registratori dispiegabili vengano esaminati seriamente". A differenza dei registratori militari, che si lanciano lontano da un aereo e galleggiano sull'acqua, segnalando la loro posizione ai corpi di ricerca e salvataggio, i registratori sugli aerei commerciali affondano. Un secondo funzionario dell'ICAO ha affermato che l'attenzione del pubblico ha "galvanizzato lo slancio a favore dei registratori eiettabili sugli aerei commerciali".

### Turismo indonesiano
I dati del Ministero del turismo indonesiano hanno mostrato che il numero di turisti stranieri in arrivo all'aeroporto Juanda di Surabaya è stato inferiore del 5,33% nel febbraio 2015 rispetto a febbraio 2014, del 15,01% all'aeroporto internazionale Soekarno-Hatta di Giakarta e del 10,66% all'aeroporto Husein Sastranegara di Bandung. Il capo dell'Agenzia centrale di statistica indonesiana (CSA), Suryamin, ha attribuito la diminuzione alla revoca di un certo numero di licenze di volo in seguito all'incidente. Al contrario, i visitatori stranieri in Indonesia nel suo complesso sono aumentati del 3,71%.

## Inchiesta
Per accertare le cause dell'incidente venne nominata una commissione di inchiesta presieduta dalla National Transportation Safety Commitee indonesiana (NTSC o KNKT). Venne fornita assistenza da Australia, Francia, Singapore e Malaysia.
Dall'analisi del cockpit voice recorder che comprendeva 124 minuti di registrazione, gli investigatori hanno potuto rilevare l'attivazione di vari allarmi nei minuti precedenti allo schianto. La tabella seguente riassume gli eventi più significativi registrati:
| Ora (UTC)              | Evento                                                                                      |
| ---------------------- | ------------------------------------------------------------------------------------------- |
| 22:57                  | L'assistente di volo avvisa i passeggeri che l'aereo sta entrando in una zona di turbolenza |
| 23:12                  | I piloti chiedono alla torre di Jakarta di salire a 38 000 piedi                            |
| 23:13                  | Suono di un allarme                                                                         |
| 23:15                  | Suono di un allarme                                                                         |
| da 23:16:28 a 23:16:44 | Seguono suoni di allarme (ripetuti)                                                         |
| 23:16:46               | Avviso sonoro di Autopilot OFF                                                              |
| 23:16:55               | Allarme di stallo per 1 secondo                                                             |
| 23:17:15               | "level" e "pull down" (ripetuti 4 volte) pronunciati dal comandante                         |
| 23:17:23               | Allarme di stallo fino alla fine della registrazione                                        |
| 23:20:36               | Fine della registrazione                                                                    |

Per risalire alla causa dell'attivazione degli allarmi gli investigatori hanno analizzato i dati contenuti nel Flight Data Recorder.
Alle 23:00 UTC venne visualizzato in cabina l'avviso di malfunzionamento del sistema di limitazione del timone. I piloti eseguirono la procedura in caso di avaria e il sistema riprese a funzionare correttamente. Nove minuti più tardi però l'avviso del malfunzionamento ricomparve in cabina ed i piloti eseguirono nuovamente la procedura d'emergenza e il sistema riprese a funzionare correttamente. Alle 23:13 UTC, per la terza volta, si ripresentò l'avaria del sistema di limitazione del timone e come nei casi precedenti al completamento della procedura d'emergenza il sistema ritornò a funzionare. Due minuti più tardi il problema si ripresentò. Allora il comandante, per tentare di risolvere definitivamente il problema, estrasse il fusibile automatico che alimenta i computer funzionali al controllo delle superfici di volo (FAC) e che comprende anche il sistema di limitazione del timone. Al reinserimento del fusibile però i piloti non seguirono la procedura prevista che prevedeva il reset del sistema tramite un pulsante posto nella parte superiore del cockpit. A causa di questa inadempienza il FAC divenne inoperativo, causando la disattivazione del pilota automatico e dell'automanetta, oltre al passaggio del sistema Fly-by-wire da Normal Law ad Alternate Law. Da questo momento sono i piloti ad avere il controllo manuale dell'aereo, privo inoltre delle principali protezioni tra cui quelle relative all'eccessivo angolo di attacco (ossia con lo scopo di prevenire una situazione di stallo aerodinamico) e all'eccessiva inclinazione.
Tra la disattivazione del FAC e l'intervento dei piloti sui joystick passano circa 9 secondi, mentre l'Airbus iniziò a rollare verso sinistra con un rateo di 6 gradi/secondo. Quando il velivolo raggiunse i 54° di inclinazione, il primo ufficiale, probabilmente a causa del disorientamento spaziale, intervenne sui comandi di volo in modo brusco, prima verso destra e poi verso sinistra, portando l'aereo a rollare da 54° a 9° a sinistra e poi ancora a 53° a sinistra. Contemporaneamente lo stesso pilota istintivamente tirò a sé la cloche, portando l'angolo d'attacco del velivolo ad oltre 8° di assetto, cosa che fece attivare l'allarme di stallo in cabina. A questo punto il primo ufficiale, avendo frainteso un ordine del comandante e completamente disorientato dalle brusche manovre e dai numerosi allarmi, continuava a tirare verso di sé il joystick, mentre il comandante, che aveva compreso la situazione di stallo, spingeva in avanti la cloche nel tentativo di livellare il velivolo. In questo modo le azioni dei due piloti tendevano ad annullarsi a vicenda e l'aereo continuò a cabrare fino a raggiungere un angolo massimo di 48°. L'equipaggio non fu più in grado di recuperare la situazione di stallo e l'Airbus ormai fuori controllo con un rateo medio di discesa di circa 12 000 piedi al minuto, impattava violentemente contro il mare.
Dall'analisi dei registri di manutenzione è emerso che il componente del sistema di limitazione del timone era già stato segnalato più volte nei mesi precedenti all'incidente come difettoso ma il problema non era mai stato risolto.

### Cause
Con gli elementi a disposizione la commissione di inchiesta ha potuto accertare le cause che hanno condotto allo schianto del volo AirAsia 8501:
- Il malfunzionamento del sistema di limitazione del timone è stato provocato da un punto di saldatura sulla scheda elettronica dello stesso eseguita in modo errato che ha prodotto l'errore che più volte è stato segnalato ai piloti.
- Il tentativo dei piloti di "resettare" il FAC mediante l'estrazione del fusibile automatico (pratica proibita) e della successiva non applicazione della procedura di reset del computer.
- Scarsa coordinazione tra i membri dell'equipaggio.
- Scarsa abilità dell'equipaggio di intraprendere le azioni necessarie per recuperare il velivolo dallo stallo.

L'incidente è quindi da attribuire ad una serie di errori umani che hanno pregiudicato il corretto proseguimento del volo. Le condizioni meteorologiche, che inizialmente erano state citate come causa dello incidente, non sembrano aver avuto nessun ruolo nella dinamica dello schianto.

## Raccomandazioni
Il 3 dicembre 2015, il direttore generale del trasporto aereo indonesiano, Suprasetyo, ha affermato che il National Safety Transportation Board (KNKT) aveva fornito raccomandazioni per rafforzare i controlli sulla manutenzione degli aeromobili e sulla competenza dell'equipaggio di volo. Ha aggiunto che il governo ha attuato "... una serie di azioni correttive come misura preventiva affinché lo stesso incidente non si ripeta in futuro." Suprasetyo ha inoltre confermato che la sospensione della rotta Surabaya-Singapore dell'Indonesia AirAsia non sarà revocata finché la compagnia aerea non avrà completato le misure raccomandate dalla KNKT.

## Nella cultura di massa
Il volo Indonesia AirAsia 8501 è stato analizzato nella puntata Reazione a catena della sedicesima stagione del documentario Indagini ad alta quota trasmesso da National Geographic Channel.